# Sidwell von Exeter

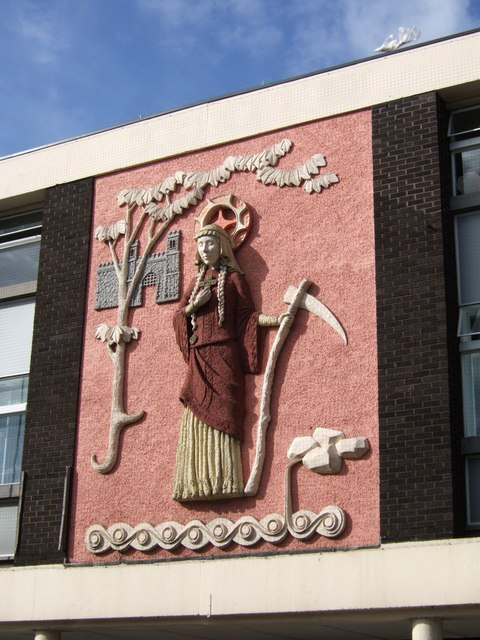
Hl. Sidwell

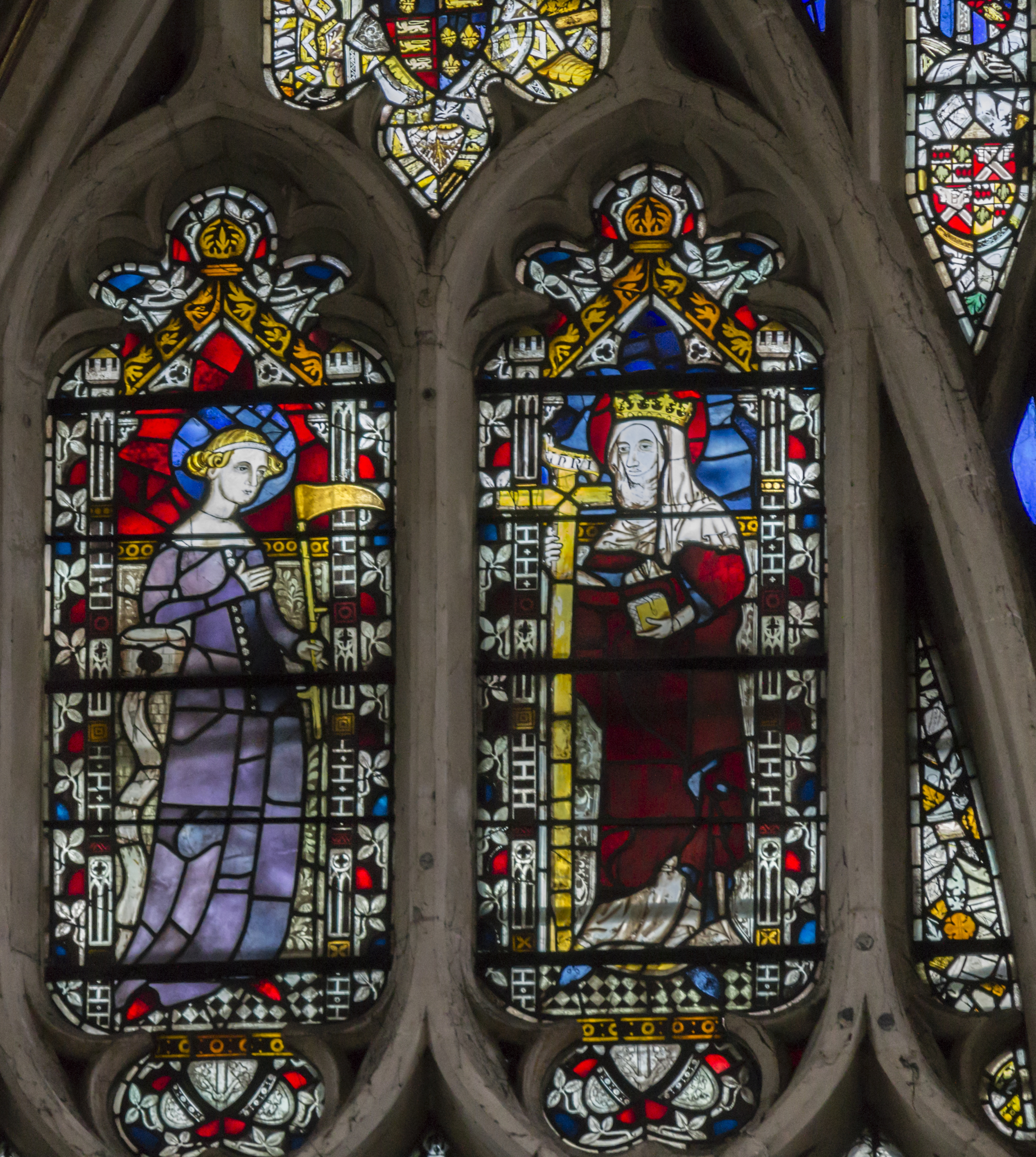
Hll. Sidwell und Helena

Sidwell von Exeter (auch Sidwella, lateinisch Sativola, * unbekannt; † ca. 740) ist eine jungfräuliche Heilige der Anglikanischen Gemeinschaft. Sie ist die Schutzpatronin der südwestenglischen Stadt Exeter; ihr Gedenktag ist der 1. oder 2. August.

## Vita
Sidwell lebte in der Stadt Exeter in der Grafschaft (county) Devonshire. Ihr Vater war ein wohlhabender Landbesitzer, der bei seinem frühen Tod seine Tochter in den Händen einer missgünstigen Stiefmutter zurückließ. Sidwell brachte des Öfteren Nahrung zu den Feldarbeitern. Dabei wurde sie eines Tages im Auftrag ihrer Stiefmutter von zwei Schnittern mit einer Sense enthauptet. Dort, wo ihr Haupt auf die Erde fiel, entsprang wundersamerweise eine Quelle (well). In einer anderen Fassung der Legende wird behauptet, dass sie nach ihrer Enthauptung aufgestanden sei und mit ihrem abgetrennten Kopf in den Händen noch eine Strecke weit gegangen sei (siehe Cephalophore).

## Verehrung
Die volkstümliche Verehrung von Sidwell ist seit dem 10. Jahrhundert belegt und wurde von den Chronisten William Worcester und John Leland im 15. bzw. 16. Jahrhundert aufgeschrieben. Im Süden Englands existieren nur zwei Kirchen mit ihrem Patrozinium, darunter die St Sidwells Church in Exeter.

## Darstellung
Mittelalterliche Darstellungen der Heiligen sind unbekannt. Auf den wenigen neuzeitlichen Bildnissen ist sie als junge Frau mit unbedecktem Haupt oder mit Zöpfen dargestellt; ihr Attribut ist die Sense.